# Tricotomía (filosofía)
Una tricotomía es una división clasificatoria de tres vías. Algunos filósofos se dedicaron a las tricotomías.

## Historia
Las tricotomías importantes discutidas por Tomás de Aquino incluyen los principios causales (agente, paciente, acto), las potencias para el intelecto (imaginación, poder cogitativo, y memoria y reminiscencia), y los actos del intelecto (concepto, juicio, razonamiento), teniendo todos su raíz en Aristóteles; también los trascendentales del ser (unidad, verdad, bondad) y los requisitos de lo bello (totalidad, armonía, resplandor).
Kant expuso una tabla de juicios que involucraba cuatro alternativas de tres vías (Cantidad, Calidad, Relación y Modalidad) y, con base en ellas, una tabla de cuatro categorías cada una con tres subcategorías. Kant también adaptó los actos tomistas del intelecto en su tricotomía de la cognición superior (comprensión, juicio y razón) que correlacionó con su adaptación en las capacidades del alma (facultades cognitivas, sentimiento de placer o displacer, y facultad de desear) de la tricotomía de sentimiento, comprensión y voluntad de Tetens. En su Lógica, Kant señala que todas las "politomías son empíricas" y "no se pueden enseñar en lógica".
Hegel sostenía que la contradicción interna de una cosa o idea conduce en un proceso dialéctico a una nueva síntesis que da un mejor sentido a la contradicción. El proceso a veces se describe como tríada dialéctica. Se ejemplifica a través de un patrón de tricotomías (por ejemplo, ser-nada-devenir, inmediato-mediato-concreto, abstracto-negativo-concreto); tales tricotomías no son solo divisiones clasificatorias de tres vías; involucran tríos de elementos interrelacionados funcionalmente en un proceso. A menudo se les llama tríadas (pero 'tríada' no tiene ese sentido fijo en la filosofía en general).
Charles Sanders Peirce construyó su filosofía sobre tricotomías y relaciones y procesos triádicos, y formuló la tesis de la reducción de que todo predicado es esencialmente monádico (cualidad), diádico (relación de reacción o resistencia) o triádico (relación representacional), y nunca genuina e irreductiblemente tetrádica o mayor.

## Ejemplos de tricotomías filosóficas
| Las tres partes del hombre de Platón                                               | Nous (mente, intelecto). Psyche (alma). Soma (cuerpo). |
| Los tres trascendentales de Platón                                                 | Verdad (lógica, verum). Bondad (ética, bonum). Belleza (estética, pulchrum). |
| El alma tripartita de Platón                                                       | Logistikon (lógico, racional). Thymoeides (espiritual, varias cualidades animales). Epithymetikon (apetitoso, volitivo, libidinoso, deseoso).                                                                                       |
| 3 tipos de alma de Aristóteles                                                     | Threptike (nutritivo, vegetativo). Aisthetike (sensitivo, animal). Noetike (racional, humano). |
| Los tres principales modos de persuasión de Aristóteles                            | Ethos. Pathos. Logos. |
| Los tres principios de Plotino                                                     | La unidad. El intelecto. El alma. |
| Los 3 elementos del hombre del Shemá                                               | לב / Kardia (corazón). נפׁש (nephesh) / Psyche (alma). מְאֹד / Dynamis (poder) |
| Naturaleza de la humanidad tripartita de San Pablo (I Thes. 5:23)                  | Soma (cuerpo). Psyche (alma). Pneuma (espíritu). (Pablo usa conceptos alternativos en otros pasajes: kardia [corazón], eso kai exo anthropos [ser humano interior y exterior]; nous [mente]; suneidesis [conciencia]; sarx [carne]) |
| Las 3 leyes de San Agustín                                                         | Ley divina. Ley natural. Ley humana |
| Las 3 características del alma de San Agustín                                      | Intelecto. Voluntad. Memoria. (San Juan de la Cruz, también sigue esto, pero puede identificarlos erróneamente como 3 poderes distintos).                                                                                           |
| Los 3 universales de San Alberto Magno                                             | Ante rem (Idea en la mente de Dios). In re (potencial o actual en las cosas). Post rem (abstraído mentalmente). |
| Los 3 principios causales de Santo Tomás de Aquino (basado en Aristóteles)         | Agente. Paciente. Acto. |
| Las 3 potencias para el intelecto de Santo Tomás de Aquino (basado en Aristóteles) | Imaginación. Poder cogitativo (o, en los animales, instinto). Memoria (y, en humanos, reminiscencia). |
| Los 3 actos del intelecto de Santo Tomás de Aquino (basados en Aristóteles)        | Concepción. Juicio. Razonamiento. |
| Los 3 requisitos de Aquino para lo hermoso                                         | Totalidad o perfección. Armonía o debida proporción. Resplandor. |
| Las 3 tablas de Francis Bacon                                                      | Presencia. Ausencia. Grado. |
| Las 3 facultades de la mente de Fracis Bacon                                       | Memoria. Razón. Imaginación. |
| Las 3 ramas del conocimiento de Francis Bacon                                      | Historia. Filosofía. Poesía. (Inspiró el sistema figurativo del conocimiento humano de Diderot y d'Alembert) |
| Los 3 campos de Thomas Hobbes                                                      | Física. Filosofía Moral. Filosofía Civil. |
| Las 3 formas de transferir de John Dryden                                          | Traducción literal. Paráfrasis. Imitación. |
| Las 3 metafísicas especiales de Christian Wolff                                    | Psicología racional. Cosmología racional. Teología racional. |
| Las 3 facultades del alma de Kant                                                  | Facultades del conocimiento. Sensación de placer o desagrado. Facultad del deseo (que Kant consideraba también como voluntad). |
| Las 3 facultades superiores de conocimiento de Kant                                | Comprensión. Juicio. Razón. |
| Los 3 juicios de cantidad de Kant                                                  | Universal. Particular. Singular |
| Las 3 categorías de cantidad de Kant                                               | Unidad. Pluralidad. Totalidad |
| Los 3 juicios de calidad de Kant                                                   | Afirmativo. Negativo. Infinito |
| Las 3 categorías de calidad de Kant                                                | Realidad. Negación. Limitación. |
| Los 3 juicios de relación de Kant                                                  | Categórico. Hipotético. Disyuntivo. |
| Las 3 categorías de relación de Kant                                               | Inherencia y subsistencia. Causalidad y dependencia. Comunidad. En otras palabras: Sustancia y accidente. Causa y efecto. Reciprocidad.                                                                                             |
| Los 3 juicios de modalidad de Kant                                                 | Problemático. Asertórico. Apodíctico |
| Las 3 categorías de modalidad de Kant                                              | Posibilidad. Existencia. Necesidad |
| Los 3 poderes de la mente de Johannes Nikolaus Tetens                              | Sentimiento. Comprensión. Voluntad. |
| La vita activa de Hannah Arendt                                                    | Labor. Trabajo. Acción. |
| Los 3 espíritus de Hegel                                                           | Espíritu Subjetivo. Espíritu objetivo. Espíritu absoluto. |
| Las 3 etapas de Søren Kierkegaard                                                  | Estético. Ético. Religioso. |
| Las 3 categorías de Charles Sanders Peirce                                         | Calidad de sentimiento. Reacción, resistencia. Representación, mediación. |
| Los 3 universos de la experiencia de Charles Sanders Peirce                        | Ideas. Hecho bruto. Hábito (tomar hábitos). |
| Los 3 órdenes de la filosofía de C. S. Peirce                                      | Fenomenología. Ciencias normativas. Metafísica. |
| Las 3 normativas de C. S. Peirce                                                   | El bien (estético). El derecho (ético). Lo verdadero (lógico). |
| Los 3 elementos semióticos de C. S. Peirce                                         | Signo (representamen). Objeto. interpretante. |
| Los 3 grados de claridad conceptual de C. S. Peirce                                | Por familiaridad. De las partes de la definición. De implicaciones prácticas concebibles. |
| Los 3 principios activos en el cosmos de Pierce                                    | Espontaneidad, casualidad absoluta. Necesidad mecánica. Amor creativo. |
| Los 3 reinos de los sentidos de Gottlob Frege                                      | Lo externo, público, físico. Lo interno, privado, mental. La platónica, ideal pero objetiva (a la que se refieren las oraciones).                                                                                                   |
| Modelo estructural de Sigmund Freud                                                | Ello, yo y superyó |
| Las 3 Reducciones de Edmund Husserl                                                | Fenomenológico. Eidético. Religioso. |
| Aspectos triples de R. Steiner                                                     | Cuerpo, alma y espíritu. Imaginación, inspiración e intuición. |
| Los 3 tipos de vida de Korzybski                                                   | Aglutinante químico (es decir, plantas). Carpeta espacial (es decir, mamíferos). Aglutinante de tiempo (es decir, humanos). Cada uno arriba en la escala requiere el anterior.                                                      |
| Las 3 etapas estéticas de James Joyce                                              | Arresto (por totalidad). Fascinación (por la armonía). Encantamiento (por resplandor). |
| Las 3 órdenes de Jacques Lacan                                                     | Real, simbólico e imaginario |
| Los 3 mundos de Karl Popper                                                        | Cosas y procesos físicos. Experiencia humana subjetiva. Cultura y conocimiento objetivo |
| Los 3 elementos estéticos de Louis Zukofsky                                        | Forma. Ritmo. Estilo. |
| Los 3 campos de Maurice Merleau-Ponty                                              | Físico. Vital. Humano. |
| Las 3 categorías de Maurice Merleau-Ponty                                          | Cantidad. Orden. Sentido. |
| Análisis transaccional de Eric Berne                                               | Padre, adulto, niño |
| Las 3 visiones del mundo de Alan Watts                                             | La vida como máquina (occidental). La vida como organismo (chino). La vida como drama (indio). |